# St. Georg (Polle)

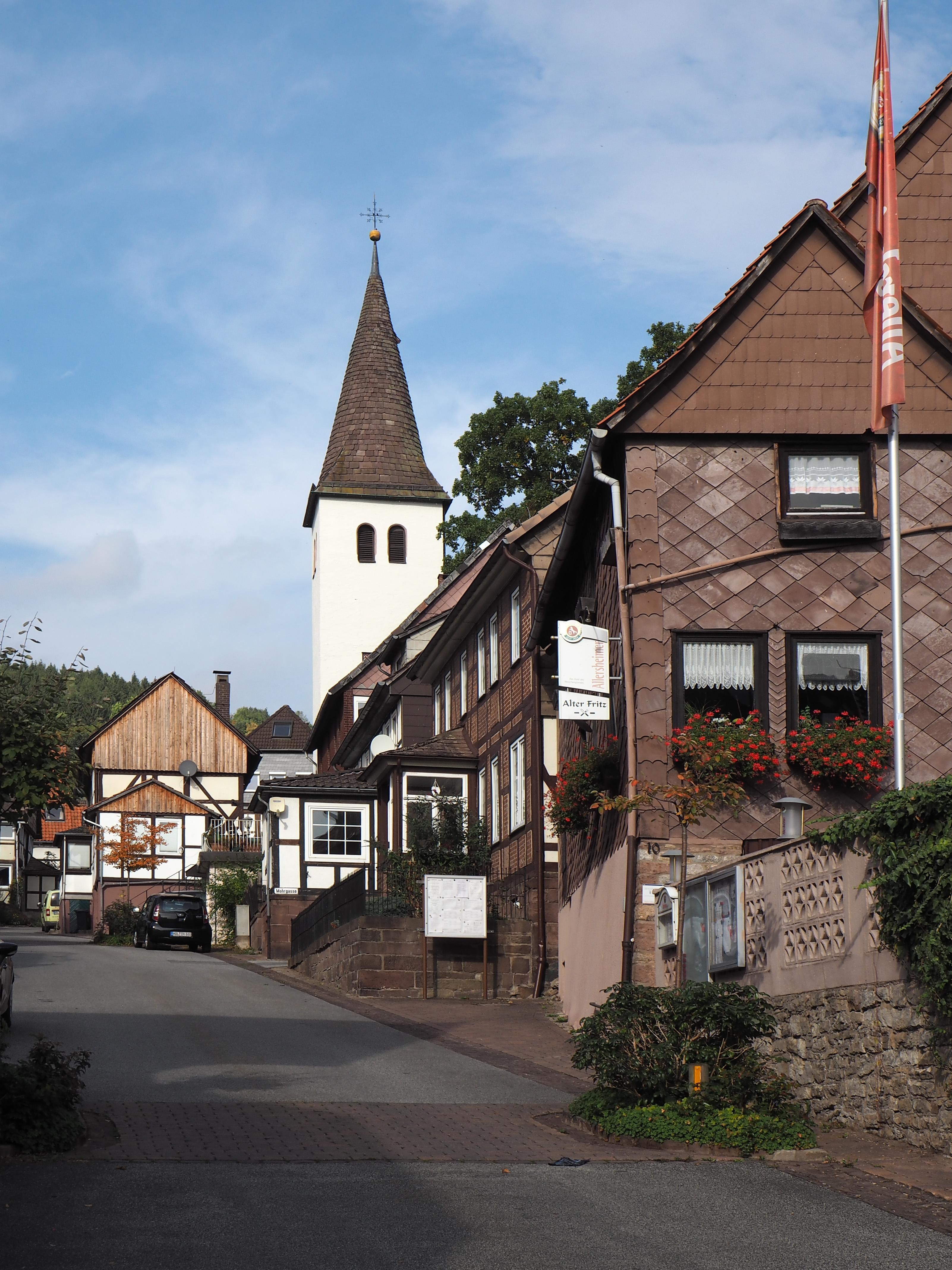
Der Turm der Kirche Sankt Georg im Straßenbild von Polle

Die Kirche St. Georg, ursprünglich St. Paulus,  ist ein evangelisch-lutherisches Kirchenbau in Polle im niedersächsischen Landkreis Holzminden in Niedersachsen. Die Kirchengemeinde gehört zum Kirchenkreis Holzminden-Bodenwerder im Sprengel Hildesheim-Göttingen der Evangelisch-lutherischen Landeskirche Hannovers.

## Geschichte
Während des Mittelalters war Polle in die Urbankirche im benachbarten Brevörde eingepfarrt. Zu Beginn des 16. Jahrhunderts wurde der Pfarrsitz von Brevörde an die dem hl. Paulus geweihte Kirche in Polle verlegt, und für das Jahr 1524 ist hier ein eigener Pfarrer, Bertold Holtensen, belegt. Dem spätmittelalterlichen Kirchenbau gehört vor allem der Westturm der Kirche an, aber auch im Kirchenraum hat sich eine gotische Sakramentshausnische aus dieser Zeit erhalten. Nach Einführung der Reformation in der Mitte des 16. Jahrhunderts wurde durch die Brüder Otto, Franz und Lips von Wrede als den Pfandinhabern der Burg Polle ein Ausbau der nun dem Ritterheiligen Georg gewidmeten evangelischen Kirche vorgenommen. Eine dendrologische Datierung ergab das Jahr 1592/93, eine Inschrift im Kupferblech der Turmspitze nennt Johannes Schol Lauterbachensis, Schulmeister alhir 1591.
Die heutige Georgskirche ist eine chorlose Saalkirche mit vorgesetztem, durch einen einfachen Pyramidenhelm abgeschlossenen Westturm. Der schlichte Baukörper mit (im 19. Jahrhundert segmentbogig veränderten) Fenstern zeigt auf seiner Südseite ein Rundbogenportal in Formen der Weserrenaissance, darüber eine gleichzeitige Inschrifttafel. Das Kircheninnere wird von einer stuckierten Balkendecke des ausgehenden 16. Jahrhunderts bestimmt.
Die Kirche enthält die Epitaphe des 1553 verstorbenen Cordt Ketler, eines Verwandten des zeitgleichen Corveyer Fürstabts Franz von Ketteler und des Paderborner Dompropstes Gisbert Ketteler, sowie der 1569 verstorbenen Anna von Meschede.